# 夕生
《夕生》是雲科大學生團隊「MatchB工作室」制作的遊戲，遊戲的構思除了台灣本土特色也加入一些奇幻要素，游戏以台灣40年代为背景，是第三人稱的劇情解謎遊戲，游戏主角是一位名叫「夕生」的小男孩。由於弟弟暮生失蹤，所以到處打聽著弟弟的消息。